# Censored Voices
Pour plus de détails, voir Fiche technique et Distribution.
Censored Voices est un film germano-israélien réalisé par Mor Loushy et sorti en 2015.

## Fiche technique
- Titre : Censored Voices
- Réalisation :	Mor Loushy
- Scénario : Mor Loushy et Daniel Sivan
- Photographie : Itai Raziel et Avner Shahaf
- Son : Stefan Korte
- Montage : Daniel Sivan
- Musique : Markus Aust
- Pays de production :  Israël -  Allemagne
- Durée : 84 minutes
- Date de sortie : 
  - France : 21 octobre 2015

## Distinctions

### Récompense
- Prix du public au festival War on Screen 2015[1]

### Sélections
- Berlinale 2015[2]
- Sundance Film Festival 2015[3]
- Hot Docs Film Festival (Toronto) 2015[4]